# 시흥군 (1948년 선거구)
시흥군은 대한민국의 옛 국회의원 선거구이다. 당시 경기도 시흥군 지역을 관할했다.

## 역사
제헌 국회의원 선거를 앞두고 시흥군 전역을 관할하는 선거구로 신설되었다.
1963년 1월, 시흥군 신동면·동면 일부(시흥리·독산리·가리봉리·신림리·봉천리)가 서울특별시 영등포구에 편입되었다. 이에 제6대 국회의원 선거를 앞두고 해당 지역들이 영등포구 을 선거구로 편입되었으며 나머지 시흥군 지역들은 부천군, 옹진군과 함께 시흥군·부천군·옹진군 선거구를 이루게 됨에 따라 폐지되었다.

## 역대 국회의원
| 선거   | 정당 | 정당       | 의원   |
| ------ | ---- | ---------- | ------ |
| 1948년 |      | 무소속     | 이재형 |
| 1950년 |      | 대한국민당 | 이재형 |
| 1954년 |      | 자유당     | 이영섭 |
| 1958년 |      | 자유당     | 이재형 |
| 1960년 |      | 무소속     | 이재형 |

## 역대 선거 결과

### 대한민국 제헌 국회의원 선거
|  | 39.36% |

|  | 30.81% |

|  | 18.21% |

|  | 11.60% |

### 대한민국 제2대 국회의원 선거
|  | 31.43% |

|  | 26.02% |

|  | 19.45% |

|  | 17.73% |

|  | 5.33% |

### 대한민국 제3대 국회의원 선거
|  | 74.28% |

|  | 25.71% |

|  | 0% |

### 대한민국 제4대 국회의원 선거
|  | 37.00% |

|  | 32.81% |

|  | 20.68% |

|  | 9.49% |

### 대한민국 제5대 국회의원 선거
|  | 33.87% |

|  | 19.49% |

|  | 19.08% |

|  | 15.51% |

|  | 6.06% |

|  | 5.95% |